# Земляной, Михаил Исидорович
Михаил Исидорович Земляной (1904 — ?) — советский инженер, специалист в области крупных турбо- и гидрогенераторов, лауреат Сталинской премии.

## Биография
Родился в 1904 году.
Окончил Киевский политехнический институт (1930).
В 1930 — 1948 годы работал в ВЭИ в должностях от инженера до заведующего лабораторией электрических машин. В 1935 году присвоено звание старшего научного сотрудника, кандидат технических наук.
С 1948 года заведующий отделом турбо- и гидрогенераторов ВНИИЭМ (в 1965 году ещё находился в этой должности).
Автор работ в области нагрева и охлаждения турбо- и гидрогенераторов, которые нашли практическое применение на предприятиях электропромышленности.
Опубликовал более 20 печатных работ, получил 8 авторских свидетельств на изобретения.

## Признание
- Сталинская премия второй степени (1951) — за разработку и внедрение в производство единой серии асинхронных электродвигателей.
- три ордена
- медали